# Kalle Vilander
Kaarle Akseli "Kalle" Vilander, född 24 februari 1873, död 15 maj 1918, var en finsk anläggningsoperatör vid Finlaysonfabriken i Tammerfors och befäl i det röda gardet under finska inbördeskriget. Vilander ledde Tammerfors röda gardes flygavdelning som var den första att anlända till Suinulamassakern. Därefter deltog han i kornbeslag i Sahalax och kommenderade först Tammerfors röda gardes 3:e kompanis 2:a bataljon, och sedan den 3:e bataljonen. Enligt Heikki Ylikangas hade han alkoholproblem under slaget om Tammerfors. Efter kriget utsattes han för de vitas domstolsrättvisa där han dömdes till döden och avrättades i Kalevankangas fångläger. Han var den högst rankade röda som avrättades i Tammerfors. 